# Tripé

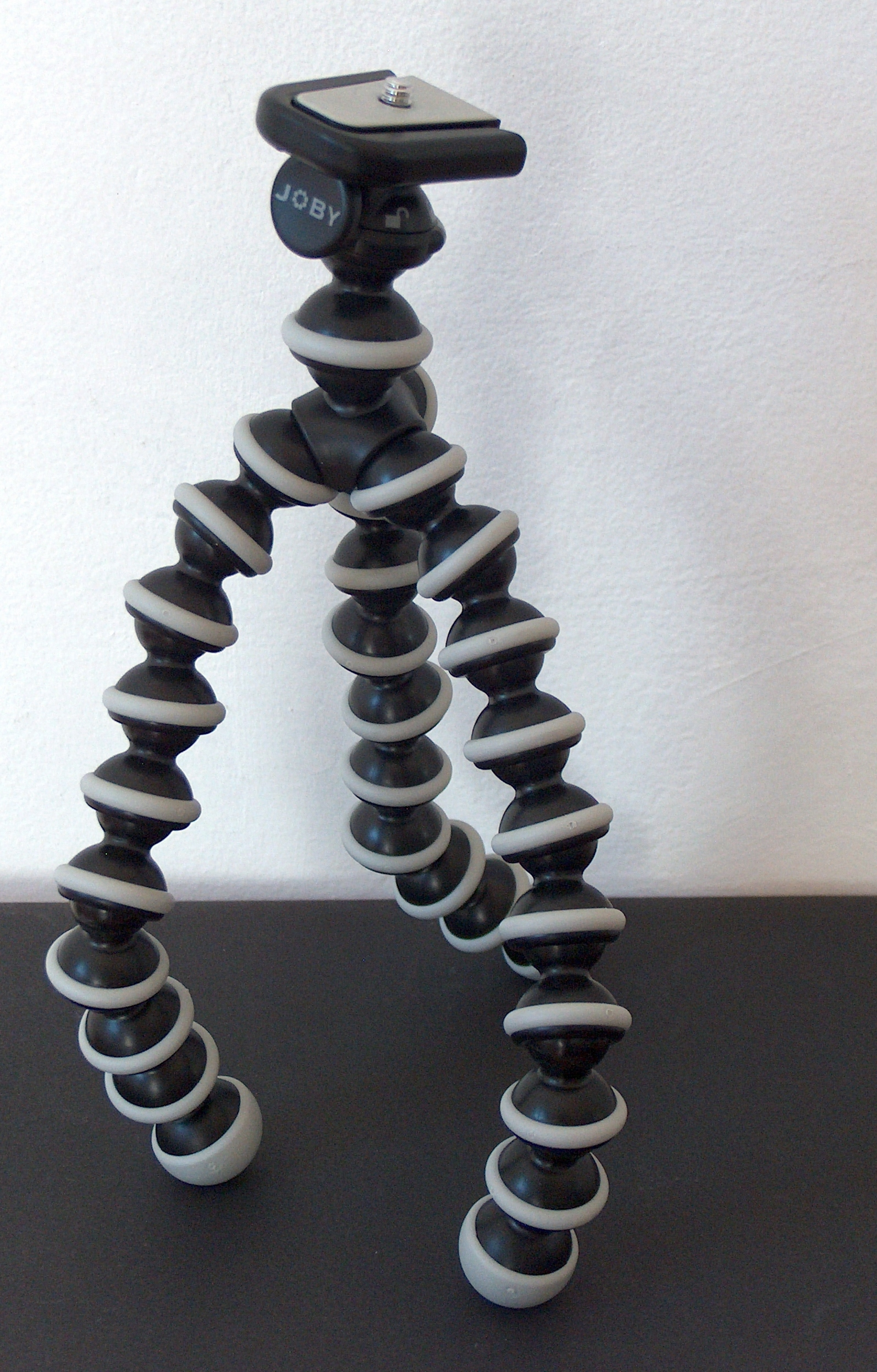
Tripé flexível

Tripé é um aparelho de três pés ou escoras, sobre o qual podem ser apoiados diferentes tipos de objetos, conforme a aplicação de seu utilizador. A palavra vem do grego tripous, que significa "três pés".[carece de fontes?] Um tripé proporciona estabilidade contra as forças no sentido para baixo, as forças horizontais e os momentos em relação ao eixo vertical. O posicionamento dos três pés distantes do centro vertical, permite alavancar melhor o tripé para resistir a forças laterais. Tripés têm a desvantagem de serem pesados e volumosos embora possam ser utilizados com equipamentos de grande porte.[carece de fontes?]

## Armas de fogo

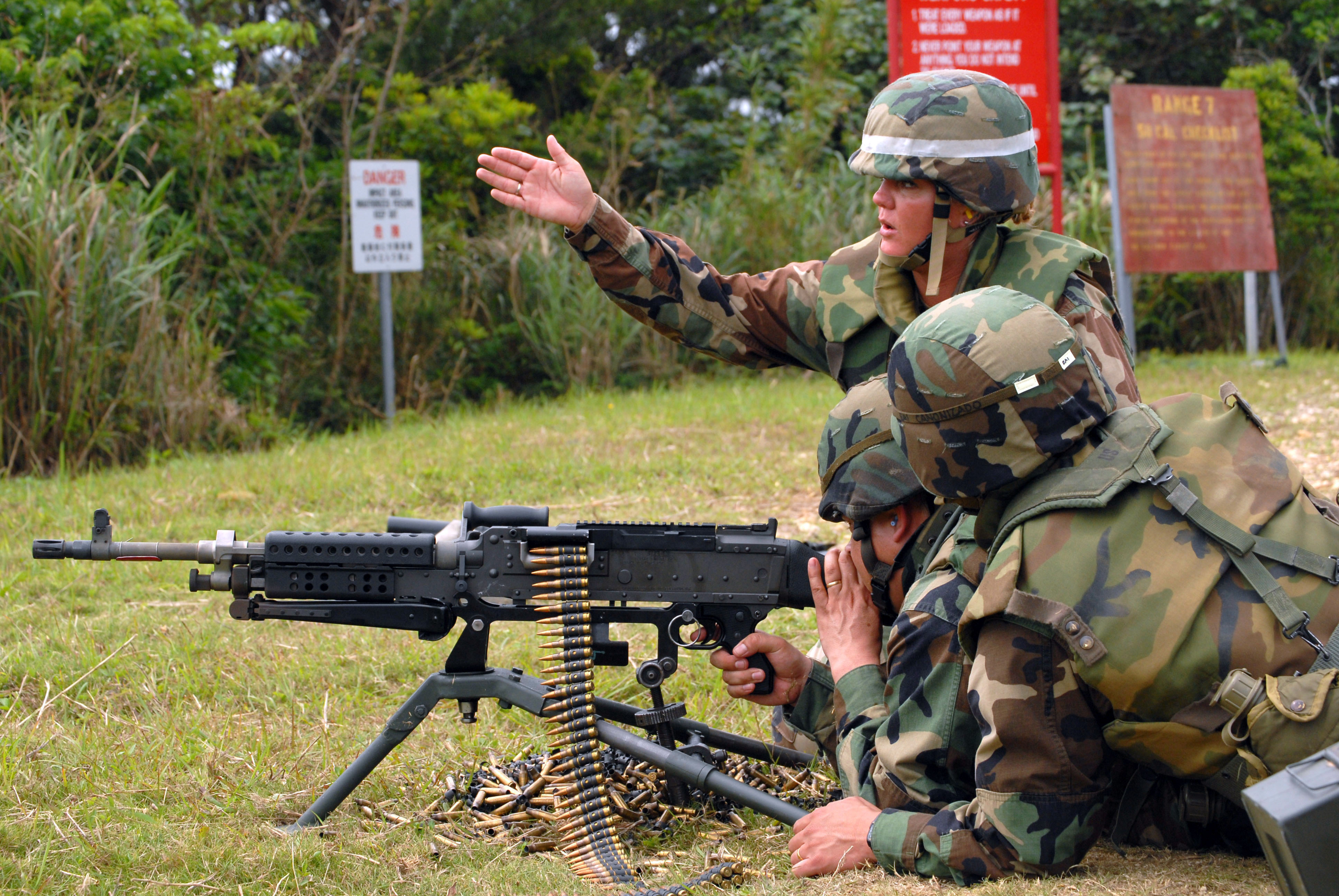
Treino dos Seabees com a M240B montada no tripé M122.

Em armas de fogo, tripés são comumente usados em metralhadoras para proporcionar um descanso frontal e reduzir o movimento de recuo. Metralhadoras são capazes de disparar rajadas longas contínuas de fogo, mas à custa do aumento do recuo (o que diminui a precisão) e aumento de peso (metralhadoras são mais pesadas, a fim de absorver as tensões de disparos prolongados totalmente automáticos). O tripé permite que o operador descanse a arma no chão e, assim, a arma aparenta estar mais leve para o atirador e a precisão é aumentada.
Tripés são geralmente restritos a armas mais pesadas onde o peso seria um estorvo. Para armas mais leves, como fuzis, um bipé é mais comum.

## Fotografia

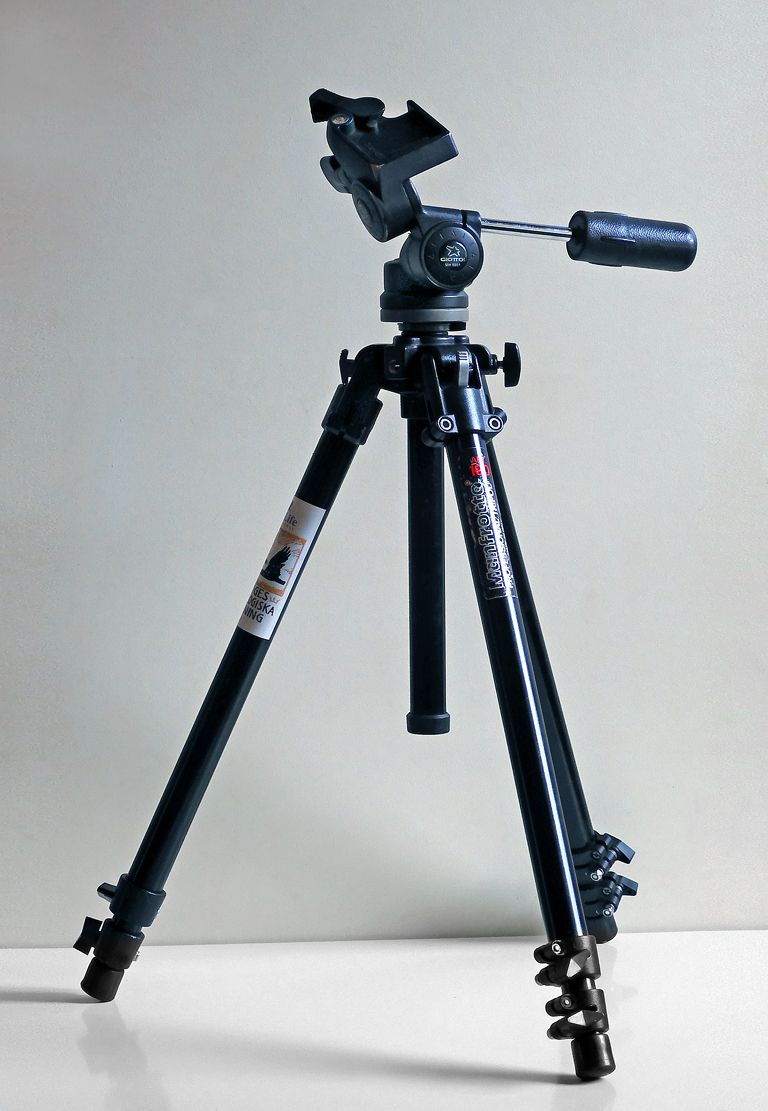
Tripé.

É um aparelho em que a sua base é constituída por três peças articuladas e que serve de suporte a uma máquina fotográfica ou equipamento de iluminação. É normalmente utilizado em condições de pouca luz, quando a Velocidade do obturador é baixa.

## Topografia
Utilizado para a sustentação de instrumentos como teodolito, estações totais, nível, etc.
Utilizado por topógrafos, geomensores, agrimensores.

## Uso cultural

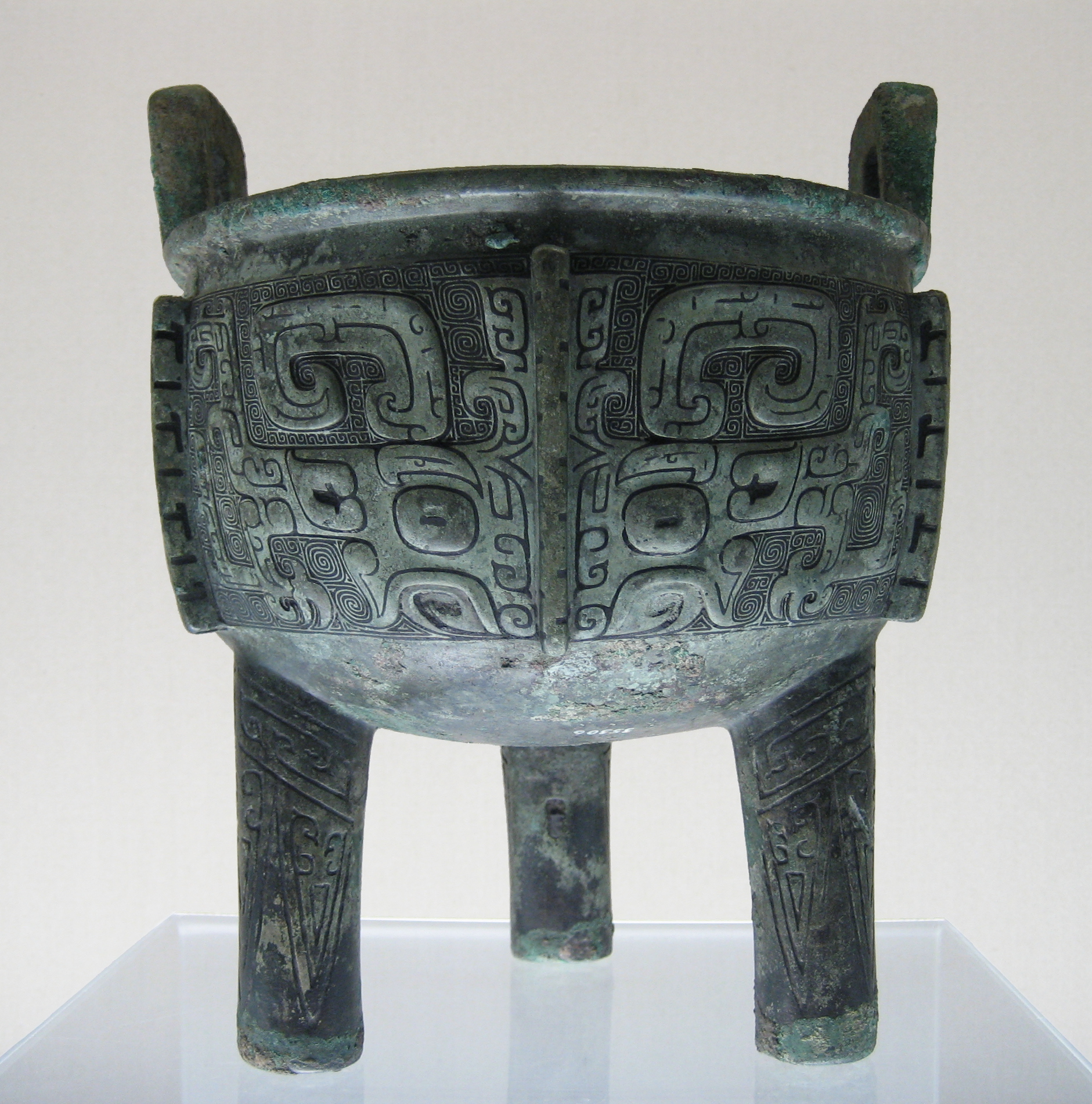
Um ding da antiga Dinastia Shang.

Muitas culturas, incluindo os antigos povos da China e da Grécia, usavam tripés como enfeites, troféus, altares de sacrifício, panelas ou caldeirões e cerâmica decorativa. Tripés de sacrifício foram encontrados em uso na China antiga, geralmente fundidas em bronze, mas às vezes aparecendo em forma de cerâmica. Em tempos pré-históricos, por volta de 2500 a.C, estes tripés foram encontrados na cultura do nordeste, perto da província de Hebei (ao redor de Pequim), Shandong e Liaoning. O povo dessa cultura eram os ancestrais dos Tunguses e misturaram-se com as tribos Paleo-Siberianas. Eles faziam cerâmicas com formas básicas que foram amplamente preservadas em cerâmica chinesa posterior, como um tripé. Eles são muitas vezes referidos como "dings" e, geralmente, têm três pernas, mas em alguns usos têm quatro pernas.
Os chineses usam simbolicamente, nos tempos modernos, os tripés de sacrifício, como em 2005, quando um "Tripé da Unidade Nacional", feita de bronze, foi apresentada pelo governo central chinês para o governo noroeste da Região Autônoma Xinjiang Uygur da China para marcar seu quinquagésimo aniversário. Foi descrito como um recipiente sacrificial tradicional chinesa simbolizando a unidade.
Na Grécia antiga, tripés foram frequentemente utilizados para apoiar lebes, ou caldeirões, às vezes para cozinhar e outros usos, tais como suporte de vasos.